# Belostoma
Belostoma ist eine Gattung aus der Familie der Riesenwanzen (Belostomatidae), die zu den Wasserwanzen zählen. Es sind wasserlebende Wanzen, die eine Größe und Fangtechnik entwickelt haben, die einige Arten befähigt, auch kleinere Wirbeltiere, beispielsweise Jungfische, zu erbeuten und zu verzehren. Wegen ihrer Größe und ihres Habitats werden sie im Englischen auch als giant water bugs (deutsch: Riesenwasserwanzen) bezeichnet.

## Vorkommen
Die hauptsächlich in Süßwasserhabitaten lebenden Mitglieder dieser Gattung sind in der Neuen Welt beheimatet, wobei der größte Artenreichtum in den tropischen Regionen von Südamerika gefunden wird. Allein neun Arten werden für USA und Kanada beschrieben, insgesamt etwa 70 Arten in 16 Gruppierungen sollen existieren.

## Lebensweise
Die Wanzen bevorzugen stehende oder langsam fließende Gewässer mit Pflanzenbestand. Sie sind aber auch flugfähig und können ihr Gewässer zur Paarungszeit oder zur Suche nach einem Überwinterungsort verlassen. Zur Paarungszeit suchen sie gerne Lichtquellen auf.
Das Vermehrungsverhalten der Wanzen aus der Gattung Belostoma ist vergleichbar dem der anderen Gattungen aus der Familie der Riesenwanzen, die alle über ein Brutpflegeverhalten verfügen. Die Weibchen suchen aktiv die Männchen auf, es kommt zu zahlreichen Paarungen. Das Gelege wird dem Männchen mit einer zementartigen Masse auf den Rücken geklebt, wo es verbleibt, bis die Larven schlüpfen. Paarung und Eiablage erfolgen im Frühling oder Frühsommer. Pro Jahr wird eine Generation erzeugt. Die Größe der Imagines wird mit 15–41,5 mm beschrieben.
Sie erbeuten wie auch ihre ebenfalls räuberisch lebenden Nymphen Insekten, Schnecken, Fische, und deren Larven sowie auch Froschlurche und deren Kaulquappen. Sie hängen bei der Jagd unter der Wasseroberfläche und atmen durch einen kleinen aus dem Wasser ragenden Tubus. Sie ergreifen ihre Beute mit Fangarmen und injizieren eine Flüssigkeit, die die Beute von innen heraus auflöst und saugen die Flüssigkeit aus. Sie können selbst zur Beute von Jungtieren der Krokodile (z. B. Alligatoren) werden. Im Falle des Angriffes auf die Wanze stellt sie sich tot, kann aber auch schmerzhafte Stiche zufügen.
Die Überwinterung erfolgt durch die erwachsenen Tiere. Im Herbst suchen sie Tümpel oder größere Ströme auf, in denen sie überwintern.

## Systematik und Taxonomie
Diese zu der Ordnung der Schnabelkerfe gehörenden überwiegend aquatisch lebenden Wanzen sind in der Familie der Belostomatidae zusammengefasst. Einige Arten, die historisch bei den Belostomatidae einsortiert wurden und Belostoma genannt wurden, wurden aber von der Gattung Belostoma ausgegliedert und anderen Gattungen zugeordnet, wobei diese Gattung noch weiterhin zahlreiche Arten beinhaltet. Zudem sind sie aber auch flugfähig und werden wegen ihrer Neigung, Lichtquellen anzufliegen auch mit dem Trivialnamen „electric light bugs“ belegt.

### Arten
Folgende Arten werden der Gattung Belostoma zugeordnet:
- Belostoma amazonum Estévez & J. Polhemus, 2001
- Belostoma angustum Lauck, 1964
- Belostoma anurum (Herrich-Schaeffer, 1848)
- Belostoma asiaticum (Mayr, 1863)
- Belostoma aurivillianum (Montandon, 1899)
- Belostoma aztecum Lauck, 1959
- Belostoma bachmanni De Carlo, 1957
- Belostoma bakeri Montandon, 1913
- Belostoma bergi (Montandon, 1899)
- Belostoma bicavum Lauck, 1964
- Belostoma bifoveolatum Spinola, 1852
- Belostoma bordoni De Carlo, 1966
- Belostoma boscii Lepeletier de Saint Fargeau & Audinet-Serville, 1825
- Belostoma bosqi De Carlo, 1932
- Belostoma cachoeirinhensis Lanzer-de-Souza, 1996
- Belostoma candidulum Montandon, 1903
- Belostoma carajaensis Ribeiro and Estévez, 2009
- Belostoma columbiae Lauck, 1962
- Belostoma confusum Lauck, 1959
- Belostoma costalimai De Carlo, 1938
- Belostoma cummingsi De Carlo, 1935
- Belostoma dallasi De Carlo, 1930
- Belostoma dentatum Mayr, 1863
- Belostoma denticolle Montandon, 1903
- Belostoma dilatatum Dufour, 1863
- Belostoma discretum Montandon, 1903
- Belostoma doesburgi De Carlo, 1966
- Belostoma elegans Mayr, 1871
- Belostoma ellipticum Latreille, 1817
- Belostoma elegans Mayr, 1871
- Belostoma elongatum Montandon, 1908
- Belostoma estevezae Ribeiro and Alecrim, 2008
- Belostoma fakir Gistl, 1848
- Belostoma fittkaui De Carlo, 1966
- Belostoma flumineum Say, 1832
- Belostoma foveolatum Mayr, 1863
- Belostoma fusciventre Dufour, 1863
- Belostoma grande Amyot & Audinet-Serville, 1843
- Belostoma gestroi Montandon, 1900
- Belostoma guianae Lauck, 1962
- Belostoma harrisi Lauck, 1962
- Belostoma hirsutum Roback and Nieser, 1974
- Belostoma horvathi Montandon, 1903
- Belostoma husseyi De Carlo, 1960
- Belostoma lariversi De Carlo, 1960
- Belostoma lutarium Stål, 1855
- Belostoma machrisi De Carlo, 1962
- Belostoma malkini Lauck, 1962
- Belostoma martinezi De Carlo, 1957
- Belostoma martini Montandon, 1899
- Belostoma menkei De Carlo, 1960
- Belostoma micantulum Stål, 1860
- Belostoma minor Palisot de Beauvois, 1820
- Belostoma minusculum Uhler, 1884
- Belostoma nessimiani Ribeiro and Alecrim, 2008
- Belostoma nicaeum Estévez and J. Polhemus, 2007
- Belostoma noualhieri Montandon, 1903
- Belostoma orbiculatum Estévez and J. Polhemus, 2001
- Belostoma oxyurum Dufour, 1863
- Belostoma parvoculum Lauck, 1964
- Belostoma parvum Estévez and J. Polhemus, 2007
- Belostoma plebejum Stål, 1860
- Belostoma porteri De Carlo, 1942
- Belostoma pseudoguianae Roback and Nieser, 1974
- Belostoma pygmeum Dufour, 1863
- Belostoma retusum Estévez and J. Polhemus, 2001
- Belostoma ribeiroi De Carlo, 1933
- Belostoma sanctulum Montandon, 1903
- Belostoma saratogae Menke, 1958
- Belostoma sattleri De Carlo, 1966
- Belostoma sayagoi De Carlo, 1966
- Belostoma stollii Amyot & Audinet-Serville, 1843
- Belostoma subspinosum Palisot, 1820
- Belostoma testaceopallidum Latreille, 1807
- Belostoma testaceum Leidy, 1847
- Belostoma thomasi Lauck, 1959
- Belostoma triangulum Lauck, 1964
- Belostoma uhleri Montandon, 1897
- Belostoma venezuelae Lauck, 1962

## Videodokumentation
- G-PAADI Grupo de Proteção ambiental e animal, G-PAADI Belostoma, (Beispiel für einen Angriff auf eine Wasserschnecke, youtube.com)